# Tafana quelchii
Tafana quelchii is een spinnensoort uit de familie van de buisspinnen (Anyphaenidae).
De wetenschappelijke naam van de soort werd in 1895 als Aysha quelchii gepubliceerd door Reginald Innes Pocock.